# 拉姆吉邦布尔
拉姆吉邦布尔是印度西孟加拉邦西梅迪尼布尔县的一个城镇。总人口17363（2001年）。

## 人口
该地2001年总人口17363人，其中男性8922人，女性8441人；0—6岁人口2375人，其中男1215人，女1160人；识字率72.07%，其中男性为77.86%，女性为65.95%。